# Saul magyar herceg
Saul (1115 körül – 1131 után) magyar herceg, trónörökös II. István király unokaöccseként.

## Élete, származása
Édesapja Saul bihari ispán, édesanyja Zsófia hercegnő volt, Könyves Kálmán magyar király és Felícia magyar királyné legidősebb gyermeke. Ifjúkoráról keveset tudni, csak azután kezdenek említést tenni róla a krónikák, hogy gyermektelen nagybátyja örökösévé nevezte ki. A trón örökösévé történő kijelölése 1127 körül történhetett.
István döntéséről a Képes Krónika tudósít:

„ Mielőtt pedig a király hírt kapott Béláról, úgy határozott az ország, hogy a király után nővérének, Zsófiának Saul nevű fia uralkodjék. (Geréb László fordítása)”

Amikor azonban 1131 tavaszán nagybátyja meghalt, mégsem Saul lett a király. Ezután eltűnt a krónikákból, valószínűleg a trónért vívott harcokban halt meg, mivel szokatlanul hosszú idő telt el II. István halála és II. Béla megkoronázása között.
Más vélemények szerint Saul túlélte a trónharcokat. A Képes Krónika tudósít II. Béla alkoholizmusáról, a következőképpen:

„ Miután az ország megerősödött kezében, Béla király borivásnak adta magát. Az udvarbeliek megszokták, hogy mindent megkaptak a királytól, amit csak részegségében kértek tőle, és amire a király kijózanodott, már vissza nem vehette. Részegségében ellenségeik kezébe adta Póst és Sault, akik jámbor emberek voltak, meg is ölték őket ok nélkül. (Geréb László fordítása)”

Egyes feltételezések szerint az itt szereplő Saul nevű szerzetes azonos lehetett Saul herceggel. Ezek alapján Saul túlélte Béla megkoronázását, feltehetően valamilyen módon alkalmatlanná tették az uralkodásra, és csak később, II. Béla parancsára ölték meg. A kutatók többsége azonban valószínűtlennek tartja ezt az elképzelést.